# الهيئة الدولية لدوران الأرض والنظم المرجعية
الهيئة الدولية لدوران الأرض والنظم المرجعية (IERS) سابقاً الخدمة الدولية لدوران الأرض هي الهيئة المسؤولة عن الحفاظ على الزمن والإطار المرجعي وفق المعايير العالمية، ولا سيما من خلال الإحداثيات العالمية للنظام الشمسي (ICRS). شارك في إنشائها الاتحاد الفلكي الدولي (IAU) والاتحاد الدولي للجيوديسيا والجيوفيزياء (IUGG).نظام التموضع العالمي

## الوظيفة
الهيئة الدولية لدوران الأرض والنظم المرجعية (IERS) لديها العديد من المكونات الموجودة في والولايات المتحدة وأوروبا وأستراليا. وتندرج تحت مهام الهيئة رصد العلاقة بين التوقيت العالمي (UT1) والتوقيت العالمي المنسق (UTC)، وهي الهيئة المسؤولة عن اتخاذ القرارات الخاصة بتوقيت إدخال التعديلات الخاصة بالثانية الكبيسة، وهي التعديلات التي تُعلن من خلال النشرة جيم.